# La Terrasse-sur-Dorlay
La Terrasse-sur-Dorlay település Franciaországban, Loire megyében. Lakosainak száma 771 fő (2022. január 1.). La Terrasse-sur-Dorlay Doizieux, Pélussin, Saint-Chamond és Saint-Paul-en-Jarez községekkel határos.

## Népesség
A település népességének változása:
| Lakosok száma | 500  | 520  | 545  | 713  | 779  | 787  | 785  | 776  | 772  | 771  |
|               | 1968 | 1982 | 1990 | 2006 | 2013 | 2015 | 2017 | 2019 | 2020 | 2022 |